# Tschernomorez (Oblast Burgas)
Tschernomorez  (auch Chernomorez oder Chernomorets geschrieben, bulgarisch Черноморец) ist eine Kleinstadt in der Gemeinde Sosopol, Provinz Burgas an der bulgarischen Schwarzmeerküste. Die Stadt liegt auf mehreren kleinen felsigen Halbinseln zwischen den Buchten Vromos und Sosopol im südlichen Teil vom Golf von Burgas. Bis 1951 hieß die Stadt Sweti Nikola (zu dt. Heiliger Nikola).
Rund 8 km südlich von Tschernomorez liegt Sosopol und ca. 30 km nördlich die Provinzhauptstadt Burgas (siehe Karte unten). Beide sind über die vierspurige Fernstraße Burgas-Sosopol gut erreichbar. Busverbindungen zu den beiden Städten finden stündlich in beide Richtungen vom Busbahnhof (Awtogara) statt und werden von Sozopolbus und Burgasbus betrieben.

## Bilder

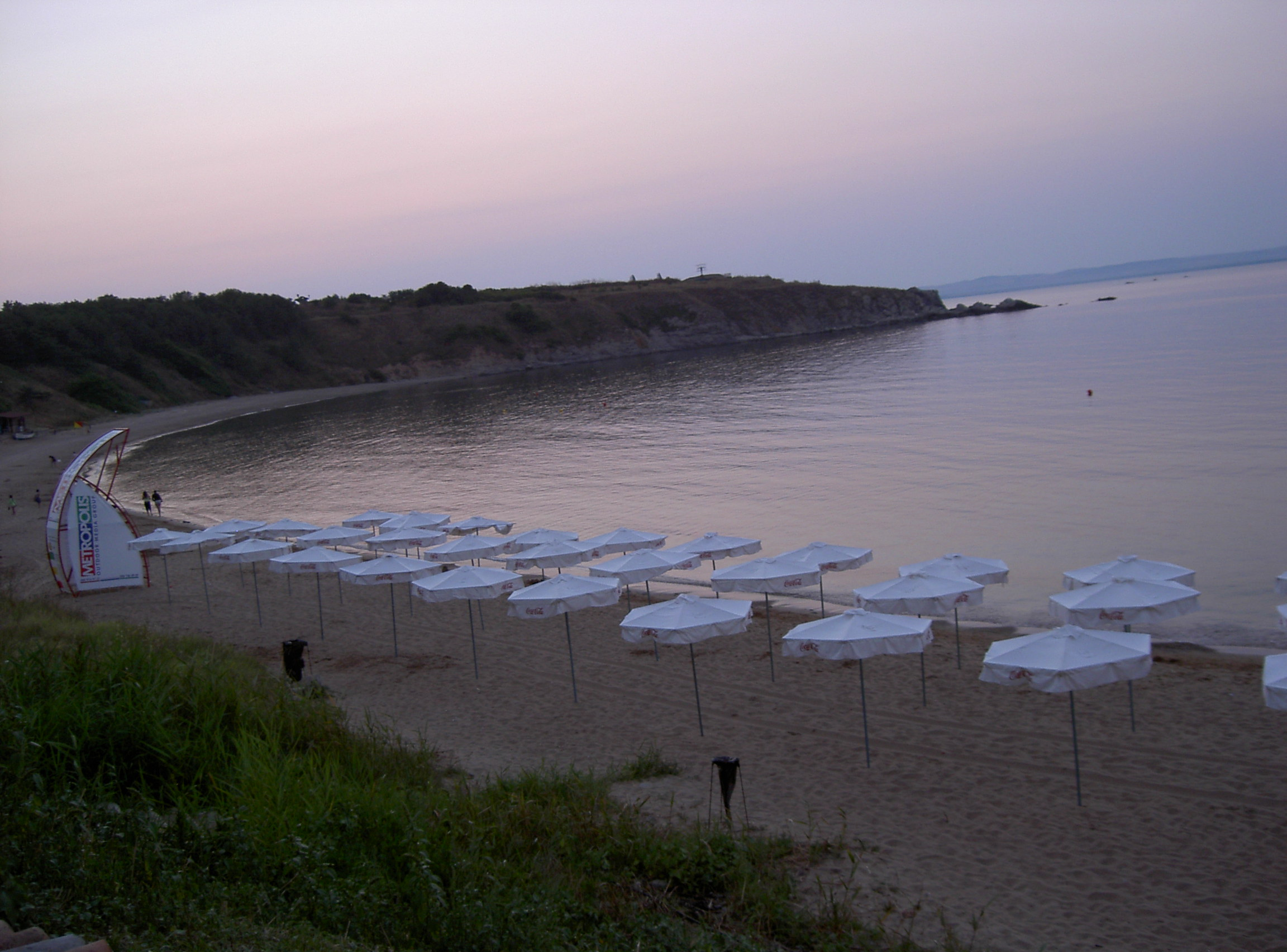
Der Stadtstrand
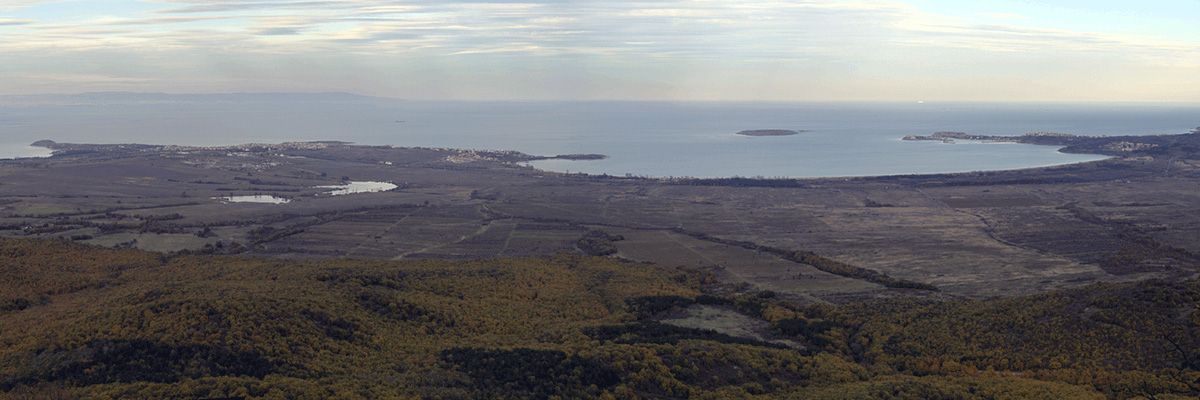
Die Sosopolbucht. Links Tschernomorez, rechts Sosopol
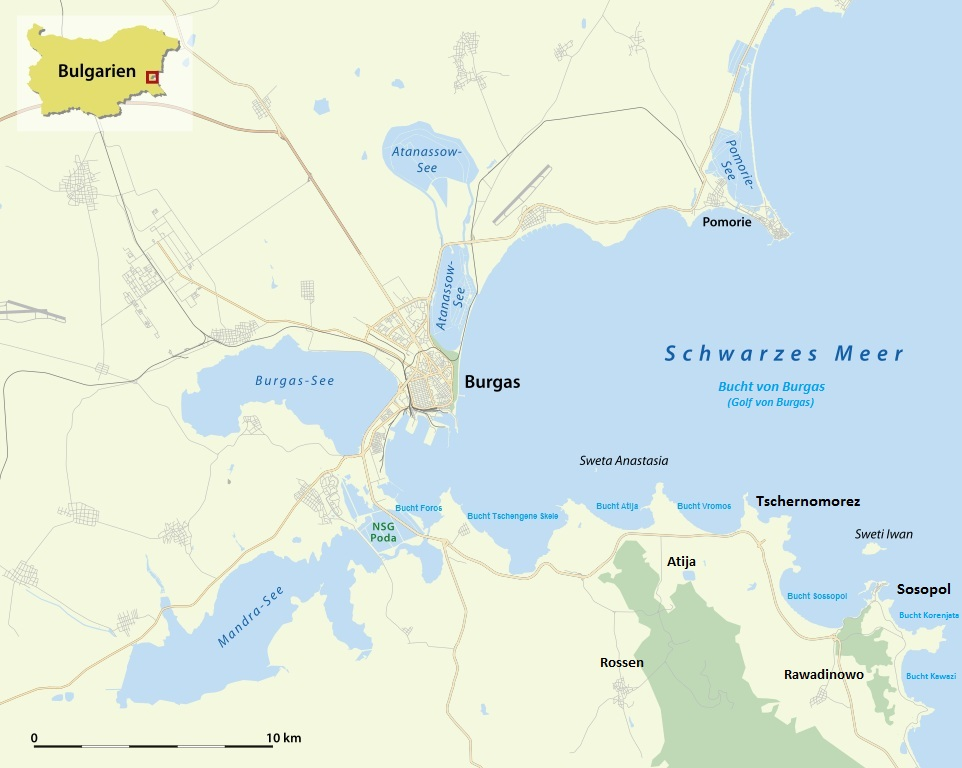
Tschernomorez im Golf von Burgas